# Eucanthus greeni
Eucanthus greeni är en skalbaggsart som beskrevs av Robinson 1948. Eucanthus greeni ingår i släktet Eucanthus och familjen Bolboceratidae. Inga underarter finns listade i Catalogue of Life.